# تنسین
تنسین (به انگلیسی: Tennessine) نام رسمی برای عنصر کشف شده در سال ۲۰۱۰ است. در جدول تناوبی با نماد Ts و عدد اتمی ۱۱۷ است. این عنصر ۱۱۷ نخستین‌بار در سال ۲۰۱۰ توسط محققان روس و آمریکایی در مؤسسه تحقیقات هسته‌ای دوبنا (Dubna) در روسیه تولید شد و طی سال‌های اخیر محققان به‌دنبال تولید و تأیید وجود این عنصر هستند.
محققان مرکز تحقیقات بر روی یون‌های سنگین هلم‌هولتس GSI در دارمشتات آلمان موفق به تولید و مشاهده اتم‌های مختلف عنصر ۱۱۷ شدند.
این عنصر پیش از تأیید توسط آیوپاک به‌طور موقت آن‌ان‌سپتیم (ununseptium)(ˌju:nənˈsɛptiəm یا /ˌʌnənˈsɛptiəm/) نامیده می‌شد.
عنصر ۱۱۷ یک اتم با ۱۱۷ پروتون درون هسته است؛ این عنصر فوق سنگین شامل تمامی عناصر فراتر از عدد اتمی ۱۰۴ است که به‌طور طبیعی بر روی زمین وجود نداشته و به صورت مصنوعی در آزمایشگاه تولید می‌شوند.
اورانیوم با ۹۲ پروتون، سنگین‌ترین عنصر در طبیعت محسوب می‌شود، اما محققان با افزودن پروتون به هسته اتمی از طریق واکنش‌های همجوشی هسته‌ای موفق به تولید عناصر سنگین‌تر شده‌اند.
در طی سال‌های اخیر محققان با هدف بررسی میزان محدودیت بزرگی اتم، عناصر سنگین‌تری را تولید کرده‌اند؛ با افزودن پروتون‌ها و نوترون‌های بیشتر به هسته، اتم بی‌ثبات‌تر می‌شود و اغلب عناصر فوق سنگین پیش از فروپاشی تنها چند میکروثانیه یا نانوثانیه دوام دارند.
«جزیره ثبات» (island of stability) محلی است که عناصر فوق سنگین دوباره باثبات می‌شوند و اگر چنین جزیره‌ای وجود داشته باشد، عناصر در این منطقه نظری از جدول تناوبی بیش از چند نانوثانیه دوام پیدا می‌کنند.
موفقیت محققان آلمانی در تولید عنصر ۱۱۷ گام مهمی در مسیر تولید و تشخیص عناصر واقع در جزیره ثباتِ عناصر فوق سنگین محسوب می‌شود.
فدراسیون جهانی نامگذاری عناصر در شیمی (IUPAC) با بررسی نتایج این مطالعه در خصوص تأیید رسمی عنصر ۱۱۷ و ورود آن به جدول تناوبی عناصر تصمیم‌گیری خواهد کرد.